# チェーザレ・モーリ

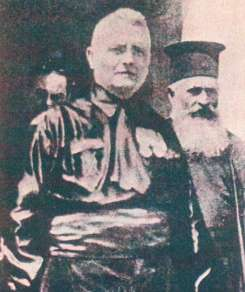
チェーザレ・モーリ

チェーザレ・モーリ（Cesare Mori、1871年12月22日 - 1942年7月6日）は、イタリア王国の政治家。シチリアでマフィアに撲滅的な打撃を与えて「鉄の知事」と呼ばれた。

## 生涯
1871年に北イタリアのパヴィーアで生まれる。生まれてすぐに孤児院に入り、そこでプリーモ・ネルビと名づけられる。8歳のときにフェリーチェ・モーリに引き取られ、その時にチェーザレ・モーリという名になる。小学校、中学校を卒業し、17歳で陸軍士官学校に入学、1897年に除隊。1898年に警察学校に入学し、警察官として働き始める。各地を転々とした後で、1904年にシチリアに赴任。13年間シチリアで勤務し、その後優秀な警察官としての評価を受け、トリノ、ローマで警察署長をし1921年にボローニャ県知事になる。ボローニャ県知事時代にはファシストと対立し、知事を降りることとなる。しかし、その後かつて対立していたベニート・ムッソリーニにマフィア撲滅のため県知事としてシチリアへ送り込まれ、シチリアの実質的な支配者になる。
1925年10月にパレルモ知事に任命され赴任。知事になると山賊とマフィア撲滅を始める。まずガンジ村で徹底的に山賊を取り締まった。妻子を人質にして自首させたりもして150人以上を逮捕した。それまで野放し状態であった山賊を取り締まったことで、シチリア人に不可能を可能にした人物と知らしめた。このニュースはイタリア中に駆け回り、イタリアでムッソリーニに次ぐ人気者になったという。
さらにマフィアの取締りを始め、家畜の盗難を防ぐため焼印を家畜に入れさせ、これに反し密売をしていた肉屋は厳しい取締りを受けた。そうして多くのマフィア関係者を逮捕した。その中には大ボスのヴィト・カッショ・フェロもいた。しかし、逮捕者の多くは下級マフィアで大物は少なかった。何百人ものマフィオーソを逮捕し、モーリの強引な逮捕にマフィアは震え上がった。モーリの弾圧もあってかシチリアの犯罪は激減した。1925年に268件あった殺人事件は77件に減り、強盗は298件から46件に減った。
その後マフィアも反撃を考え、初めにシカゴのマーノ・ネーラが刺客を送りこむが、厳重な警備によって守られた。彼のマフィア撲滅作戦によって、マフィアは一時的だが政治的、経済的機能を失い活動は犯罪的なものに限定されたといわれる。
しかし、彼の撲滅作戦は法律を無視した非道な弾圧で、やり方は政治的にも道徳的にも非難されるべきものだった。人間としての尊厳さえ無視され、裁判にもかけられずに投獄された者もいる。
その後、彼は公平な市制を作ろうとし、1927年だけで500人以上の職員を解雇したという。これには不満も出た。さらにシチリアのファシスト党を育てた功労者でシチリア・ファシスト党の最高幹部だったアルフレード・クッコ下院議員をマフィアとのつながりの証拠を集め告発し、クッコを党から追放した。そのとき、パレルモ・ファッショは解散された。そしてモーリを中心にファシスト党はシチリアで地盤を固めた。
その後、アントニーノ・ディ・ジョルジョ国会議員とマフィアのつながりを突き止め、報告書にまとめムッソリーニに送った。しかし、ディ・ジョルジョとムッソリーニはかつての盟友だったため、このことで政争は避けたかった。そのためムッソリーニはモーリのマフィア弾圧は高く評価していたが、1929年6月16日にモーリ知事を解任させた。こうしてモーリは政治も表舞台から去った。しかし彼が知事をつとめた時期をマフィアは「モーリの時代」と呼び震え上がったという。

## 関連作品
映画
- 鉄人長官（イタリア、1977年、演：ジュリアーノ・ジェンマ）